# Ségrégation scolaire
Pour les articles homonymes, voir Ségrégation.
 (mars 2015).
Si vous disposez d'ouvrages ou d'articles de référence ou si vous connaissez des sites web de qualité traitant du thème abordé ici, merci de compléter l'article en donnant les références utiles à sa vérifiabilité et en les liant à la section « Notes et références ».
La ségrégation scolaire est une forme de ségrégation observée au sein de certains systèmes éducatifs. Elle consiste en la séparation plus ou moins marquée des élèves dans des écoles (ou dans des classes) différentes, principalement en fonction de leur statut socio-économique (ségrégation dite sociale), de leur performances scolaires (ségrégation dite académique) ou de leurs caractéristiques ethniques, culturelles et religieuses (ségrégation dite ethnique).

## Principales causes
La ségrégation scolaire peut être la conséquence de dispositions légales explicitement ségrégatives, comme la ségrégation raciale aux Etats-Unis ou l'Apartheid en Afrique du Sud par exemple. Elle peut être la conséquence d'une multitude de facteurs, aux premiers rangs desquels figurent la ségrégation résidentielle (quartiers et villes marqués par une faible mixité sociale) et l'organisation de l'enseignement sous la forme d'un marché scolaire, offrant une large marge de manœuvre aux parents, aux établissements scolaires et à l'enseignement privé.

### Marché scolaire
Dans un quasi-marché scolaire, les parents jouissent d'une très large autonomie pour choisir l'établissement scolaire de leur enfant, et déploient alors des stratégies socialement différenciées pour effectuer ce choix, stratégies qui contribuent à la ghettoïsation scolaire au sein du système éducatif. Ainsi les parents des couches moyennes et supérieures chercheront-ils à éviter les "mauvaises fréquentations" présumées et préféreront inscrire leurs enfants dans des écoles leur garantissant un certain entre-soi social. Cette tendance est d'autant plus forte qu'ils identifient ces écoles comme étant plus aptes à offrir un enseignement de qualité et un cadre de vie serein à leurs enfants. Cet entre-soi social sera parfois également recherché par les parents de milieux populaires, qui tendront par ailleurs à éviter les établissements scolaires leur apparaissant comme trop "élitistes". Dans un quasi-marché scolaire, les établissements scolaires ont en outre tendance à disposer d'une plus grande latitude pour sélectionner — directement (en filtrant les inscriptions) ou indirectement (en affichant un profil d'établissement attirant une catégorie spécifique de familles) — leur public, ce qui renforce logiquement la ségrégation. La polarisation de l'enseignement en un réseau public et un réseau privé concurrent joue également un rôle significatif, l'enseignement privé ayant tendance à capter les élèves dont l'indice socio-économique est le plus élevé. Dans certains pays, la structuration de l'enseignement sur une base confessionnelle constitue un autre facteur de ségrégation.

### Différenciation selon les performances académiques
Enfin, la filiarisation[Quoi ?] précoce et massive d'un système éducatif contribue également à en accroitre la ségrégation, en ce sens qu'elle consiste le plus souvent à rassembler les élèves dans des écoles différenciées en fonction de leur performances scolaires antérieures (ségrégation académique), elles-mêmes corrélées au statut socio-économique des élèves (ségrégation sociale).

## Par pays

### Afrique du Sud
D'après les données de 2021, la ségrégation scolaire selon des critères raciaux et socio-économiques reste fort élevée dans l'Afrique du Sud post-apartheid.

### Belgique
Le Haut-Commissariat des Nations unies aux droits de l'homme note en 2020 que la ségrégation socioéconomique est présente en Belgique et que le problème est « souligné dans de nombreux rapports d’institutions internationales, notamment du Fonds des Nations Unies pour l’enfance (UNICEF) ».
La ségrégation scolaire est importante en Belgique, les indicateurs statistiques de mixité scolaire y étant largement inférieurs à la moyenne OCDE.
À Bruxelles, plus de 60 % des élèves du fondamental (maternelle et primaire) ne sont pas scolarisés dans l'école la plus proche.
En Belgique, la ségrégation scolaire s'explique partiellement par la ségrégation résidentielle, mais ce seul facteur est insuffisant pour l'expliquer: la ségrégation scolaire apparaît en effet comme plus marquée que la ségrégation résidentielle, à Bruxelles notamment. L'organisation de l'enseignement belge sous la forme d'un "quasi-marché scolaire" semble jouer un rôle décisif dans cette ségrégation particulièrement marquée.
Certains acteurs désirant réduire les inégalités scolaires défendent depuis 2023 la mise en œuvre d'une nouvelle procédure d'affectation des élèves aux établissements scolaires qui garantisse la mixité sociale tout en assurant la proximité entre le domicile de l'élève et l'école fréquentée.

### Bosnie-et-Herzégovine
En 1998 les élèves sont séparés selon des bases ethnoreligieuses, un même établissement scolaire ayant par exemple des classes pour Musulmans et des classes pour Croates. En 2022, l'éducation est toujours largement séparée entre les écoles pour élèves croates, bosniaques ou serbes.

### Canada

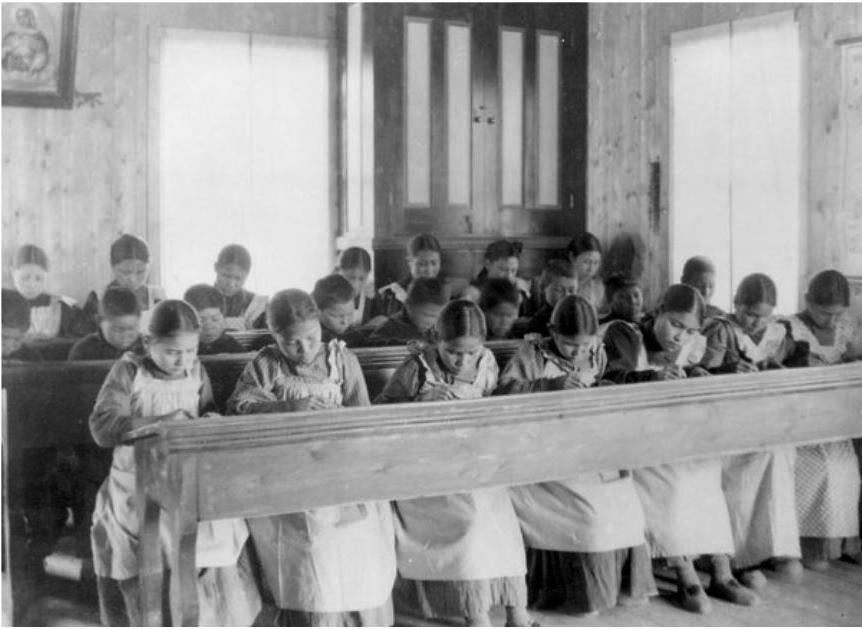
Pensionnat pour autochtones à Fort Resolution.

Les pensionnats pour Autochtones au Canada scolarisaient les autochtones dans des conditions particulièrement difficiles.
Au début du XIXe siècle, l'Ontario et la Nouvelle-Écosse mettent en place une éducation séparée des élèves blancs et noirs. Dans les provinces de l’Alberta, la Saskatchewan, le Nouveau-Brunswick et l’Île-du-Prince-Édouard elle est présente de facto par le refus au niveau local d'accueillir les enfants noirs.
La ségrégation est mise en place dans les années 1840 au sud-ouest de l'Ontario, particulièrement dans les endroits où se réfugiaient les esclaves en fuite. En 1850 la loi de l'Ontario permet aux catholiques aux protestants et aux Noirs de demander d'avoir des écoles séparées. En pratique, les parents noirs n'ont pas le droit de refuser les écoles à part. L'activisme des parents noirs permet le déclin de la ségrégation et la dernière ferme ses portes en 1965.
La Nouvelle-Écosse met en place la ségrégation scolaire en 1865. En 1884, elle est abolie sur le papier mais reste pratiquée, notamment à Halifax. La dernière école ségréguée ferme en 1983.

### États-Unis

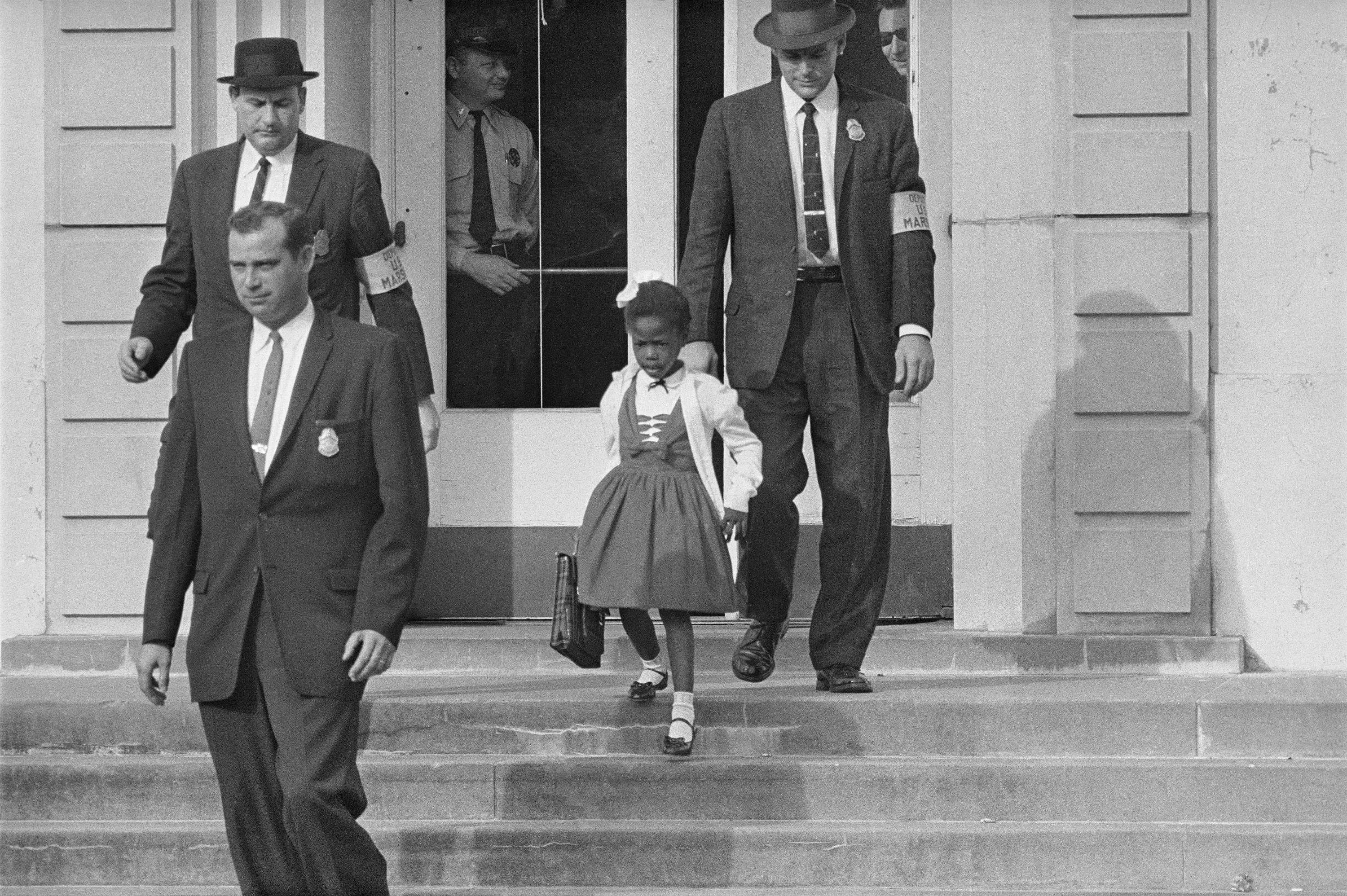
Des US Marshals doivent escorter Ruby Bridges, première élève noire dans une école pour blancs.

L'arrêt de la Cour suprême Brown v. Board of Education interdit la ségrégation raciale en vigueur dans les écoles.
Au XXIe siècle, si la ségrégation n'est plus officielle, elle existe de facto pour les enfants afro-américains ou latino-américains, en raison notamment de la fuite des blancs.

### France
Les travaux de Jules Bodet montrent que les principes de sectorisation scolaires (qui relèvent de politiques locales de gestion du territoire) et les mécanismes de dérogation sont des vecteurs majeurs — et involontaires — de la production d'une ségrégation scolaire. À partir de l'exemple de la ville de Melun en Seine-et-Marne, il met en évidence une fracture spatiale et sociale entre les collèges du « Haut-Melun » et du « Bas-Melun », cristallisée par la question des collèges. Il évoque la question des « collèges ghettos » via l'exemple du collège des Capucins dans le Haut-Melun. Situé en bordure de grands ensembles et classé REP+ (réseau d'éducation prioritaire), il concentre une population majoritairement d'origine immigrée. Trois quarts de ses élèves appartiennent à des catégories socio-professionnelles défavorisées.
En 2015, France Stratégie trouve un taux élevé de ségrégation sociale, particulièrement dans les départements qui comportent des grandes villes.
À Paris, la ségrégation scolaire est plus forte. Gilles Pécout, recteur de l'académie de Paris, parle d'une « ville de ségrégation ». La ségrégation est sociale et raciale, les écoles peuplées d'élèves noirs étant souvent défavorisées. Certains collèges ont des résultats scolaires excellents, d'autres sont bien inférieurs à la moyenne française.

### Grèce
En 2013, la Cour européenne des droits de l'homme condamne la Grèce pour une scolarisation à part des enfants roms.

### Hongrie
Les enfants de la minorité rom de Hongrie sont éduqués dans des écoles différentes. La Commission européenne a ouvert en 2016 une procédure d'infraction contre le système scolaire hongrois.
En 2018 un tribunal hongrois condamne l'État pour ségrégation scolaire, une première à la suite d'une action collective. Le jugement est confirmé définitivement en 2020 par la Cour suprême,,.
En 2023 la Cour européenne des droits de l'homme condamne la Hongrie pour le refus d'inscription dans une école appropriée d'un élève malentendant car il était rom, la plainte remontant à 2013. En pratique, le gouvernement distribue de l'argent aux écoles religieuses pour qu'elles scolarisent les enfants non-roms, les enfants roms restant dans les écoles moins bien financées

### Irlande du Nord

Des soldats doivent protéger les écolières lors du conflit de l'école Holy Cross.

Les élèves vont dans des écoles catholiques ou protestantes et se mélangent peu.

### Israël
La ségrégation des élèves noirs et blancs est constatée à Tel-Aviv. 91,5 % des 7 000 enfants d'origine africaine sont scolarisés dans quatre écoles et 65 maternelles où il n'y a quasiment que des enfants noirs. En 2023, la Cour suprême doit étudier une plainte des parents d'enfants noirs. Un programme pilote consistant à éduquer 96 enfants dans des écoles classiques doit être mis en place. Ce nombre est finalement ramené à 80 enfants.
Même si aucune loi ne l'impose, les Juifs israéliens et les Arabes israéliens sont éduqués dans des systèmes scolaires différents dès le plus jeune âge.

### Kosovo
Au Kosovo, les enfants serbes et albanais sont souvent scolarisés à séparément, même si certaines initiatives cherchent à changer les choses.

### Roumanie
Dans certaines écoles, les roms de Roumanie sont éduqués à part du reste des élèves.

### Serbie
Selon les études du Centre européen pour les droits des Roms de 2002, les enfants de la minorité rom de Serbie sont souvent éduqués dans des écoles différentes de celles des enfants serbes.

### Slovaquie
La ségrégation scolaire touche la minorité rom de Slovaquie. Les enfants sont souvent classés « handicapés mentaux légers » et envoyés dans des écoles spécialisées au niveau plus faible.

### Suède
En Suède, l'introduction en 1992 du chèque scolaire a favorisé le développement de la ségrégation scolaire. La ségrégation ethnique s'est également accrue, des recherches montrant qu'en matière de choix d'établissements scolaires « ce qui semble important pour la plupart de ces parents, c’est la composition sociale et ethnique de l’école ». Cet accroissement de la ségrégation scolaire en Suède a eu pour conséquence la croissance des inégalités scolaires entre établissements, entre élèves plus ou moins favorisés socio-économiquement, et entre élèves autochtones et allochtones,,.
En 2020, un quart des élèves étaient dans une école ségréguée, c'est-à-dire avec au moins vingt points de pourcentage d'écart par rapport à la moyenne de la municipalité. En 2010, c'était 20 % des élèves.
Le mécanisme par lequel la liberté scolaire provoque une augmentation de la ségrégation semble être que les parents d'un niveau socio-économique supérieur inscrivent leurs enfants dans les « meilleurs » établissements, alors que ceux d'un niveau plus faible inscrivent leurs enfants dans l'école par défaut, la plus proche.

### Tchéquie
Les enfants de la minorité rom de Tchéquie sont séparés des autres enfants dans les écoles. Amnesty International a critiqué le pays à plusieurs reprises pour discrimination.
La cour européenne des droits de l'homme condamne en 2007 dans l'arrêt D.H. et autres contre République tchèque pour, entre autres, la ségrégation raciale des enfants roms dans les écoles.

## Différents types de ségrégation scolaire

### Ségrégation selon le milieu social
Elle relève des distinctions dues aux différentes ressources (économiques, culturelles, sociales...) des familles. On peut relever des ségrégations inter-filières (entre les filières), inter-établissements (entre les établissements) et inter-secteurs (entre les secteurs). Ces séparations sociales sont importantes en France comme le prouve Felouzis : « Si le niveau de ségrégation sociale inter-établissement finlandais est pris comme référence (base 100), ce niveau de ségrégation sociale est de 169 au Royaume-Uni (soit 69% supérieur), 193 aux États-Unis, 205 au Japon, 223 en France soit 123 % supérieur ».
De même, dans toutes les filières professionnelles, ce sont les élèves d'origine populaire qui sont le plus nombreux. Ce n'est qu'au niveau des premières et terminales générales que l'on observe une équité entre les étudiants d'origine populaire, moyenne, et supérieure.
Le recrutement social est très représentatif de la place des individus dans les différents milieux sociaux. On constate que les enfants d'origine populaire suivent généralement le même cursus que leurs parents. Globalement, cela est vrai pour toutes les autres catégories sociales. Ce qui varie également à cause du milieu social est la durée des études. On observe cela au niveau du doctorat : environ 18,7 % des élèves d'origine populaire contre 56 % d'origine supérieure. La situation économique et culturelle des familles peut être un facteur de ségrégation.

### Ségrégation ethnique
Elle concerne les distinctions dues à la couleur de peau, la « race » ou l'ethnie des élèves.
Les populations d'origine étrangère sont principalement des classes populaires[réf. nécessaire] donc la séparation ethnique s'associe à une ségrégation sociale. On constate des distinctions entre les académies au niveau du nombre d'étrangers (ex. : 7,4 % d'étrangers dans l'académie Corse contre 1,1 % pour Rennes). Il faut relever que malgré un faible nombre d'élèves étrangers, la ségrégation ethnique reste très présente et ce dans la France entière (en effet ces statistiques ne prennent en compte que la nationalité. Les critères ethniques, raciales et religieux étant interdits par le droit français).

### La ségrégation envers les handicapés ou enfants malades
Le handicap ou encore la maladie sont des sources de discrimination. Ces différences peuvent effrayer les enfants et donc les conduire à réagir de manière désagréable, agressive. Les enfants malades, manquant des cours (absences répétées), ont plus de mal à s'intégrer.
Les handicapés moteurs ont besoin de structures (ex : tables adaptées au fauteuil) pour suivre un enseignement. C'est pourquoi ils se retrouvent généralement seuls à cette table. Leur équipement leur limite la mobilité en classe et donc l'impossibilité de jouer avec les autres élèves.

### Ségrégation selon la langue
En région flamande de Belgique les élèves néerlandophones ont la priorité[En quoi ?] sur les élèves francophones, dans un contexte de discriminations à l'encontre des non-néerlandophones,.

## Moyens de résolutions

### Choix des établissements
Le libre choix de l'établissement peut renforcer la ségrégation scolaire. D’après le sociologue Pierre Merle et les études sur lesquelles il s’est appuyé[réf. nécessaire] pour écrire son ouvrage «La ségrégation scolaire», les établissements privés scolarisent un faible taux d’élèves en situation de handicap, une faible proportion d’élèves en grande difficulté scolaire ainsi que les enfants issus des quartiers populaires tandis que les écoles privées se déclarent « ouvertes à tous. »

### Établissements adaptés
Les classes CLIS (Classe pour l'inclusion scolaire) ainsi que la présence d'AVS aident les enfants porteurs de handicap.

### Écoles d'excellence ou à budget supplémentaire
En France, les zones d’éducation prioritaire ou ZEP ont pour objectif d'améliorer l'éducation dans les zones à concentration d'élèves en difficulté.
Aux États-Unis, les magnets schools ont un niveau élevé et scolarisent des élèves de différentes origines et milieux.

### Déplacement des élèves
Une expérimentation débutée en 2017 à Toulouse mélange des élèves du Mirail avec ceux des quartiers favorisés dans des collèges mixtes (entre 10 et 15 ans). Des navettes gratuites permettent de se rendre à l'école et une carte illimitée du métro de Toulouse est fournie,.